# Николаевка (Канский район)
Николаевка — деревня в Канском районе Красноярского края. Входит в состав Мокрушинского сельсовета.

## История
Деревня была основана в 1898 году. По данным 1926 года в Николаевке имелось 176 хозяйств и проживало 1012 человек (503 мужчины и 509 женщин). В национальном составе населения преобладали русские. В административном отношении деревня являлась центром Николаевского сельсовета Канского района Канского округа Сибирского края.

## Население
| 1926 | 2010 |
| ---- | ---- |
| 1012 | ↘317 |